# Prädikamente
Prädikamente ist die Übersetzung des griechischen Begriffs kategorein (anklagen) ins Lateinische (praedicare). Im Mittelalter wurden damit die Kategorien des Aristoteles bezeichnet. In der Scholastik werden allerdings nur fünf Prädikamente genannt: Sein, Qualität, Bewegung, Beziehung und Habitus.